# Šajkaška

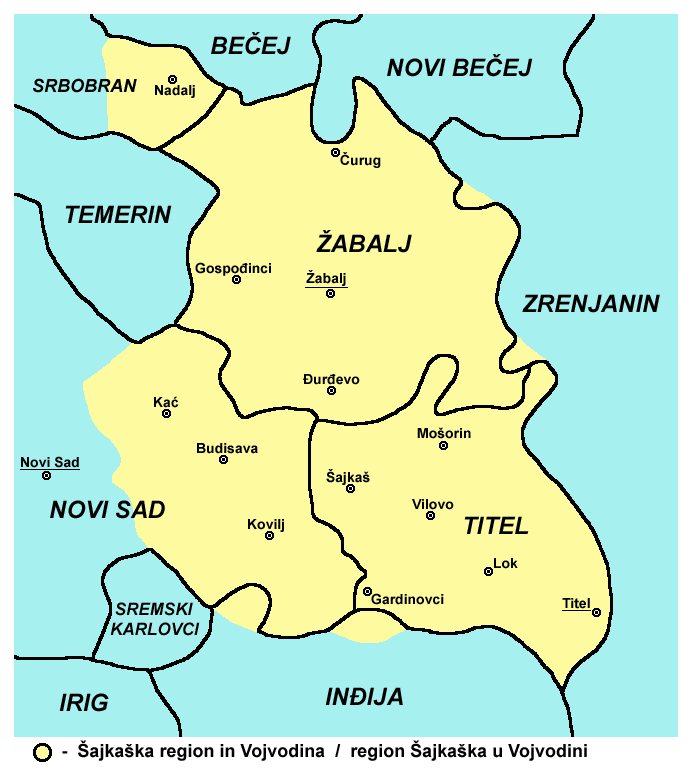
Mapa Šajkašky

Šajkaška (cyrilicí Шајкашка) je historický region v Srbsku, zaujímající jihovýchodní část Bačky při soutoku Tisy a Dunaje. Žije v něm 67 355 obyvatel, převážně Srbů. Šajkaška zaujímá území opštiny Titel a opštiny Žabalj, zasahuje také na území opštin Novi Sad a Srbobran (všechny náleží k autonomní oblasti Vojvodina). Největším městem je Titel. Oblast je rovinatá, převládá v ní zemědělská výroba.
Památkou na středověké srbské osídlení je Koviljský klášter. Poté oblast zabrala Osmanská říše, po podepsání Karlovického míru roku 1699 se stala součástí habsburské monarchie. V pásmu Vojenské hranice se usazovali šajkaši, příslušníci ozbrojené říční flotily používající dlouhé štíhlé lodě zvané šajki. Podle nich pak dostal název celý kraj, stejně jako typická čepice šajkača. Jednotky šajkašů existovaly až do roku 1873. Po první světové válce se stala Šajkaška součástí Jugoslávie, za druhé světové války byla okupována Maďarskem, probíhaly zde rozsáhlé etnické čistky namířené proti srbskému, židovskému a romskému obyvatelstvu.